# Hypocoena rufostrigata
Hypocoena rufostrigata  là một loài bướm đêm thuộc họ Noctuidae. Nó được tìm thấy dọc theo the Atlantic bờ biển của Bắc Mỹ phía bắc đến the North West Territories và Alaska, phía nam ở phía tây đến California và Utah.
Sải cánh dài 26–30 mm. Con trưởng thành bay từ tháng 6 đến tháng 9. Có một lứa một năm, although there may be a partial second brood.